# Império de Cabuçu
O Grêmio Recreativo Escola de Samba Império de Cabuçu é uma escola de samba de Nova Iguaçu, sediada no bairro de Cabuçu, já foi quatro vezes campeã do grupo principal do carnaval iguaçuano.

## História
Fundada no dia 4 de abril de 1996, a Império de Cabuçu começou desfilando em seu bairro, mais tarde, se filiando a antiga ABESNI, desfilando primeramente como bloco de enredo e depois como escola de samba, onde só não participou nos anos de e 2003 e 2004. em 2007 sagrou-se campeã do carnaval iguaçuano. No ano seguinte, terminou na 7º colocação. para 2009 repetiu o feito de 2007, tornando-se campeã do carnaval iguaçuano, com o enredo O samba é cultura popular, que começou e continua lá, no velho Estácio de Sá - O berço do Samba, especulou-se que ela poderia desfilar no ano que vem no então Grupo Rio de Janeiro 4, já que a ABESNI ia  propor a AESCRJ a criação do Grupo de acesso F, contendo as rebaixadas desse grupo, podendo a escola ainda desfilar em Nova Iguaçu. no entanto, isso não aconteceu.
Em 2010, com Tais Souza da Silva como rainha de bateria a escola sagrou-se vice-campeã. no ano de 2011 a escola escolheu o enredo sobre as baterias, denominado Do surdo ao tamborim, sou bateria do inicio ao fim, no concurso para o samba desse ano, sagrou-se campeões a parceria de Crispim, Zezé, Paulinho TJ e Nélio derrotando na final a pareceria que tinha o intérprete da escola Fabinho Pirraça. Com um desfile Perfeito a escola ficou surpresa com a 2º pois não contava com esta colocação e sim com a 1º Colocação. em 2012 a escola trouxe o carnavalesco Etevaldo Brandão, que já foi carnavalesco da própria escola e de escolas como Caprichosos e Santa Cruz, terá como tema um enredo afro sobre oxum. voltando a ser campeã do carnaval iguaçuano.
No carnaval 2013, Etevaldo Brandão não continua como carnavalesco da escola, estando apenas dando consultoria no carnaval, que passa a ser idealizado por Fátima Macedo e uma Comissão de Carnaval, em que também tem equipe do ex-carnavalesco, tendo como enredo uma homenagem a poetisa Lirian Tabosa. Devido ao Carnaval 2013 não ter possuído caráter competitivo, o enredo foi reeditado no ano seguinte, quando a escola acabou campeã.

## Segmentos

### Presidentes
| Nome             | Mandato      | Ref.  |
| ---------------- | ------------ | ----- |
| Vitor do Império | ?-atualidade | [ 7 ] |

### Presidente de honra
| Nome           | Mandato      | Ref. |
| -------------- | ------------ | ---- |
| Senhor Anselmo | ?-atualidade |      |

### Diretores
| Ano  | Diretor de Carnaval | Diretor geral de harmonia | Mestre de bateria | Ref.  |
| ---- | ------------------- | ------------------------- | ----------------- | ----- |
| 2014 | Carlão              | Carlão                    | Salgueirinho      |       |
| 2015 |                     | Carlão                    |                   | [ 8 ] |

### Coreógrafo
| Ano  | Nome           | Ref. |
| ---- | -------------- | ---- |
| 2014 | Leandro Pigmeu |      |

### Casal de Mestre-sala e Porta-bandeira
| Ano  | Nome              | Ref. |
| ---- | ----------------- | ---- |
| 2014 | Nathália e Márcio |      |

### Corte de bateria
| Ano  | Rainha      | Madrinha            | Ref. |
| ---- | ----------- | ------------------- | ---- |
| 2014 | Niely Bueno | Nathaliene Oliveira |      |

## Carnavais
| Ano                         | Colocação                   | Grupo                       | Enredo                                                                                              | Carnavalesco                | Intérprete                  | Ref.                        |
| --------------------------- | --------------------------- | --------------------------- | --------------------------------------------------------------------------------------------------- | --------------------------- | --------------------------- | --------------------------- |
| 1999                        | Campeã                      | Blocos-ABESNI               | |                             |                             | [ 9 ]                       |
| 2000                        | Campeã                      | 2-ABESNI                    | |                             |                             | [ 9 ]                       |
| 2001                        | 3º lugar                    | 1-ABESNI                    | |                             |                             | [ 9 ]                       |
| 2002                        | 6º lugar                    | 1-ABESNI                    | |                             |                             | [ 9 ]                       |
| Não desfilou em 2003 e 2004 | Não desfilou em 2003 e 2004 | Não desfilou em 2003 e 2004 | Não desfilou em 2003 e 2004                                                                         | Não desfilou em 2003 e 2004 | Não desfilou em 2003 e 2004 | [ 9 ]                       |
| 2005                        | 3º lugar                    | 1-ABESNI                    | |                             |                             | [ 9 ]                       |
| 2006                        | 5º lugar                    | 1-ABESNI                    | O ciclo da Vida Humana                                                                              |                             |                             | [ 9 ]                       |
| 2007                        | Campeã                      | 1-ABESNI                    | |                             |                             | [ 9 ]                       |
| 2008                        | 7ºlugar                     | 1-ABESNI                    | Sambando, Brincando e Alfabetizando                                                                 | Toni Bastos                 | Fabinho Pirraça             | [ 9 ]                       |
| 2009                        | Campeã                      | 1-ABESNI                    | O samba é cultura popular, que começou e continua lá, no velho Estácio de Sá - O berço do Samba     | Fabinho Pirraça             | Toni Bastos                 | [ 2 ]                       |
| 2010                        | Vice-campeã                 | 1-ABESNI                    | Descortina-se da Quinta à Boa Vista                                                                 | Toni Bastos                 | Fabinho Pirraça             | [ 10 ]                      |
| 2011                        | Vice-campeã                 | ÚNICO                       | Do surdo ao tamborim, sou bateria do início ao fim Compositores: Crispim, Zezé, Paulinho TJ e Nélio | Toni Bastos                 | Fabinho Pirraça             |                             |
| 2012                        | Campeã                      | ÚNICO                       | Nesta cidade todo mundo e de Oxum                                                                   | Etevaldo Brandão            | Fabinho Pirraça             | [ 5 ] [ 6 ]                 |
| 2013                        | Não houve competição        | Não houve competição        | Lirian Tabosa: Luta, poesia e luz Intérprete:Fabinho Pirraça                                        | Fátima Macedo               | [ 11 ]                      |                             |
| 2014                        | Campeã                      | ÚNICO                       | Lirian Tabosa: Luta, poesia e luz (reedição de 2013)                                                | Fátima Macedo               | Fabinho Pirraça             | [ 12 ] [ 13 ] [ 14 ] [ 15 ] |
| 2015                        |                             | Especial                    | Monarco Iguaçuano, que na corte do samba, nasceu bamba. Nova Iguaçu não te esqueceu                 | Fátima Macedo               | Fabinho Pirraça             | [ 8 ]                       |